# حادثه تسوشیما

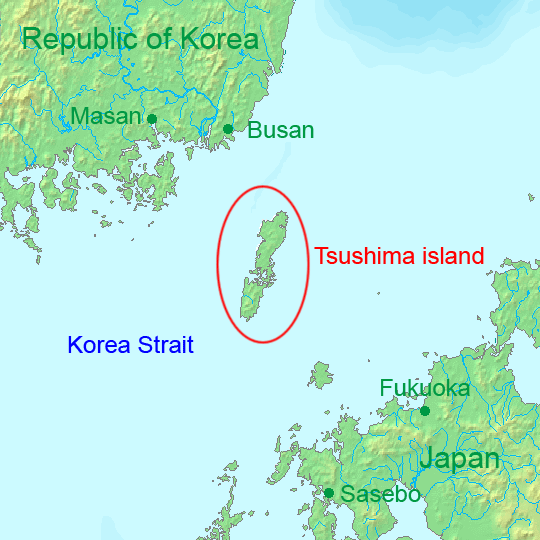
جزیره تسوشیما مابین کره و ژاپن

حادثه تسوشیما (به ژاپنی: ロシア軍艦対馬占領事件) در سال ۱۸۶۱ هنگامی که روس‌ها تلاش کردند تا یک لنگرگاه در سواحل جزیره تسوشیما در، قلمرو ژاپن بین کیوشو و کره (کشور) ایجاد کنند، رخ داد.

## ورود پوساندیک
در ۱۳ مارس ۱۸۶۱، یک ناوچه سبک روسی، پوساندیک (Посадник، ۱۸۵۶)، به فرماندهی نیکولای بیریلف، وارد جزیره تسوشیما شد، کاپیتان خواستار اجازه ورود به جزیره بود. این واقعه باعث ترس در شوگون‌سالاری توکوگاوا ژاپن شد، زیرا روس‌ها قبلاً سعی کرده بودند سیاست انزوای ژاپن (ساکوکو) را در جزیره شمالی هوکایدو با وقایع مربوط به آدام لاکسمن در سال ۱۷۹۲، آتش زدن روستاهای آنجا در سال ۱۸۰۶ و حوادث منجر به دستگیری واسیلی گولووین در سال ۱۸۱۱ نقض کنند. در آن زمان، فقط چند بندر ژاپن به روی کشتی‌های خارجی (هاکوداته، ناگازاکی، یوکوهاما) باز بود و تسوشیما به‌طور واضح یکی از آنها نبود، بنابراین نیت‌های غیر دوستانه روس‌ها را نشان می‌داد. در صورت تسخیر روس‌ها، تسوشیما می‌توانست به پایگاه مؤثر برای تجاوزات بیشتر تبدیل شود. ژاپن برای حمایت از سیاست خود از انگلیس کمک گرفت. با افزایش تنش، کشتی دوم روسی وارد شد و از طرف روس‌ها درخواست ساخت پایگاه فرود و دریافت تجهیزات شد.

## برخورد
در ۱۳ مه ۱۸۶۱، روس‌ها با وجود حضور دو کشتی جنگی قلمروی هیزن، کشتی کانکو مارو و دنریو مارو، و همچنین یک کشتی جنگی انگلیسی، در ۲۱ مه ۱۸۶۱، یک درگیری بین ملوانان روسی و گروهی از سامورایی‌ها و کشاورزان رخ داد که در آن یک کشاورز کشته شد و یک سامورایی که به زودی خودکشی کرد، توسط روس‌ها دستگیر شد. در اواسط ماه ژوئیه، هاکوداته بوگیو موراگاکی ناریماسا مستقیماً به کنسولگری روسیه در هاکوداته رفت و خواستار عزیمت کشتی به کنسول روسیه گوشکویچ شد.

## عقب‌نشینی روسیه
از آنجا که این استراتژی جواب نداد، ژاپنی‌ها از انگلیسی‌ها خواستند که مداخله کنند، زیرا آنها نیز همچنین علاقه داشتند که از نفوذ روس‌ها در آسیا جلوگیری کنند. دریادار هوپ با ۲۸ کشتی جنگی در ۲۸ اوت وارد تسوشیما شد و سرانجام در ۱۹ سپتامبر ۱۸۶۱ پوساندیک مجبور شد تسوشیما را ترک کند.